# Ataliva Roca
Ataliva Roca is een plaats in het Argentijnse bestuurlijke gebied Utracán in de provincie La Pampa. De plaats telt 930 inwoners.